# Zvjezdani
Zvjezdani (Echiura) su takson pododjeljka bilateralnih životinja. To su isključivo maritimne životinje koje širom svijeta nastanjuju različita staništa u morima, od područja smjenjivanja plime i oseke pa sve do najviše 10.000 metara dubokih morskih jaraka.
Tijelo im je uglavnom debeljuškasto, kobasičastog oblika, dugo oko 50 cm. To nisu potpuno sjedilačke životinje. Žive uglavnom u mekanom tlu, rjeđe u pukotinama ili špiljama na tvrdoj podlozi, i samo vrlo rijetko ili čak nikada tijekom života ne mijenjaju mjesto. U mekom supstratu prave stambene šupljine koje ne napuštaju gotovo čitav život. Oblik šupljina je od vrste do vrste različit, kod nekih ima oblik slova U. Iz šupljine životinje pružaju van samo prostomij odnosno proboscis koji može biti i nekoliko puta dulji od tijela. Skupljaju sićušne djeliće hrane, uglavnom detritus i mikroorganizme.
Razmnožavanje im je uvijek seksualno, sve vrste imaju razdvojene spolove. Oplodnja se odvija u vodi, izvan tijela roditeljskih životinja. Mlade životinje žive planktonski, a nakon najviše tri mjeseca spuštaju se na dno i prolaze stupnjevitu metamorfozu.
Kod vrste Bonellia viridis dokazana je fenotipska seksualna fiksacija i u zoologiji predstavlja klasičan primjer za tu pojavu. O spolu ne odlučuju čimbenici za vrijeme i neposredno nakon oplodnje, nego tek nakon izlaska iz jaja. Ova pojava do sad još nije potpuno razjašnjena. Ako larva dugo vremena nema kontakt sa ženkama, 78 % larvi se razvija u ženke, 1,5 - 3 % u mužjake, a ostatak postaje interseksualan ili ugiba. Drugačije je ako se larva na četiri dana prihvati za tijelo ženke. U tom slučaju 75 % larvi se razvija u mužjake a 15 % u ženke, dok preostale postaju interseksualne ili ugibaju. Na taj način se na jednoj ženki okupe brojni mužjaci. Nađeno je i 85 mužjaka na jednoj ženki.
O ovim životinjama nema dovoljno pouzdanih podataka. U nekim dijelovima svijeta, u japanu i Koreji ove životinje često se koriste kao mamac u ribolovu, a u Koreji i Čileu ih se koristi i za hranu.

## Vanjske poveznice i drugi projekti
- Slika vrste Bonellia viridis na Animal Diversity Web  Arhivirana inačica izvorne stranice od 16. kolovoza 2007. (Wayback Machine)
- Slika vrste Urechis caupo na Animal Diversity Web  Arhivirana inačica izvorne stranice od 3. svibnja 2009. (Wayback Machine)

|  | Wikivrste imaju podatke o taksonu Zvjezdanima |